# Cnemotriccus fuscatus
El mosquero parduzco (Cnemotriccus fuscatus), también denominado atrapamoscas pardusco (en Colombia), atrapamoscas fusco (en Venezuela), mosqueta de ceja blanca (en Argentina y Paraguay) o mosquerito fusco (en Perú), es una especie de ave paseriforme de la familia Tyrannidae, es la única especie del género Cnemotriccus. Es nativo de América del Sur.

## Distribución y hábitat
Se distribuye ampliamente desde el norte y este de Colombia, hacia el este por Venezuela, Trinidad y Tobago, Guyana, Surinam y Guayana Francesa, hacia el sur a oriente de los Andes por el este de Ecuador, este de Perú, norte y este de Bolivia, la mayor parte de Brasil, Paraguay hasta el noroeste y noreste de Argentina.
Esta especie es muy diseminada y considerada bastante común en sus hábitats naturales: el sotobosque de bosques en galería y crecimientos secundarios, bordes de selvas e islas ribereñas (en la Amazonia), principalmente hasta los 900 m de altitud pero llegando hasta los 2200 m en el oeste de Bolivia (tal vez no sea la misma especie). Abandona áreas sureñas durante el invierno austral.

## Descripción
El mosquero parduzco mide unos 14,5 cm de longitud y pesa alrededor de 11,9 g. Tiene una larga cola. Sus partes superiores son de color pardo, con las alas más oscuras en las cuales tiene dos bandas de color crema. Presenta listas superciliares blanquecinas y tiene el pico negro. Su pecho es pardo grisáceo y su vientre el amarillo pálido. Ambos sexos tienen una apariencia similar.

## Comportamiento
El mosquero parduzco es un ave poco llamativa que tiende a permanecer al acecho en ramas bajas desde las que se lanza para atrapar insectos.

### Reproducción
Construye el nido, sobre las ramas de los árboles, con ramitas y cortezas y forra su interior con fibras vegetales. Su puesta consta generalmente de tres huevos blancos con motas oscuras en el extremo más ancho.

### Vocalización
Su llamada consiste en un ligero «chip», y su canto suena como «chip-witi-witi-witiyi», que en las subespecies del sur es sustituido por un explosivo «pit-pit-pidit».

## Sistemática

### Descripción original
La especie C. fuscatus fue descrita por primera vez por el naturalista alemán Maximilian zu Wied-Neuwied en 1831 bajo el nombre científico Muscipeta fuscata; la localidad tipo no fue dada, probablemente «Río de Janeiro, Brasil».
El género Cnemotriccus fue descrito por el ornitólogo austríaco Carl Eduard Hellmayr en 1927.

### Etimología
El nombre genérico masculino «Cnemotriccus» se compone de las palabras del griego «knēmos» que significa ‘ladera de la montaña’, y «trikkos»: pequeño pájaro no identificado; en ornitología, triccus significa «atrapamoscas tirano»; y el nombre de la especie «fuscatus», en latín significa ‘oscuro’.

### Taxonomía
Probablemente sea pariente más cercana con Lathrotriccus. Algunas autoridades sugieren que más de una especie pueden estar envueltas en la presente, debido a variaciones de plumaje, de voz y de comportamiento (particularmente la subespecie duidae); por otro lado, algunas subespecies posiblemente no merecen el rango; son necesarios más estudios para clarificar el verdadero estado taxonómico de las subespecies.
Los amplios estudios genético-moleculares realizados por Tello et al. (2009) descubrieron una cantidad de relaciones novedosas dentro de la familia Tyrannidae que todavía no están reflejadas en la mayoría de las clasificaciones. Siguiendo estos estudios, Ohlson et al. (2013) propusieron dividir Tyrannidae en cinco familias. Según el ordenamiento propuesto, Cnemotriccus permanece en Tyrannidae, en una subfamilia Fluvicolinae Swainson, 1832-33, en una tribu Contopini Fitzpatrick, 2004 junto a Ochthornis, Contopus, Lathrotriccus, Aphanotriccus, Mitrephanes, Empidonax, Sayornis y, provisoriamente, Xenotriccus.

### Subespecies
Según las clasificaciones del Congreso Ornitológico Internacional (IOC) y Clements Checklist/eBird, se reconocen siete subespecies, con su correspondiente distribución geográfica:
- Grupo monotípico duidae:
  - Cnemotriccus fuscatus duidae J.T. Zimmer, 1938 - sur de Venezuela (sur de Amazonas) y noroeste de Brasil (alto río Negro).

- Grupo politípico fuscatus:
  - Cnemotriccus fuscatus beniensis Gyldenstolpe, 1941 - norte de Bolivia (Pando, Beni).
  - Cnemotriccus fuscatus bimaculatus (d'Orbigny y Lafresnaye, 1837) - centro de Bolivia, sur y este de Brasil, Paraguay y norte de Argentina (Jujuy y Salta hasta Corrientes.
  - Cnemotriccus fuscatus cabanisi (Léotaud, 1866) - norte y este de Colombia, y noroeste y norte de Venezuela, Trinidad, Tobago, isla Monos e isla Chacachacare.
  - Cnemotriccus fuscatus fumosus (Berlepsch, 1908) - las Guayanas y noreste de Brasil (al norte del río Amazonas, al este desde el río Branco).
  - Cnemotriccus fuscatus fuscatior (Chapman, 1926) - suroeste de Venezuela (oeste de Apure), sureste de Colombia, este de Ecuador, este del Perú y centro de Brasil (al sur del Amazonas, al este hasta el río Tocantins).
  - Cnemotriccus fuscatus fuscatus (Wied-Neuwied, 1831) - sureste de Brasil (este de Bahía hasta Río Grande del Sur) y noreste de Argentina (Misiones).